# Искаков, Ильяс Башарович
Ильяс Башарович Искаков (каз. Ілияс Башарұлы Ысқақов; род. 1963) — казахстанский учитель, журналист; президент АО «Казахтелефильм» (1999—2003), директор АО РТРК «Казахстан» (с 2003).

## Биография
По окончании средней школы работал в джамбулской районной типографии (1980—1981), техническим директором джамбулской областной газеты «Енбек ту» (1981—1982). В 1985 году окончил факультет филологии Джамбулского педагогического института, после чего работал учителем казахского языка и литературы в школе им. Т.Рыскулова.
В 1987—1990 годы — корреспондент, заведующий отделом районной газеты каз. «Шұғыла» (Радуга); в 1990—1991 годах вёл авторскую передачу «Дидар» в Джамбулской областной телерадиокомпании. С 1991 года — директор ТОО «Тумар». В 1993—1996 годы — главный редактор газеты каз. «Ауыл жаңалығы» (Сельская новь).
В 1994—1998 годы — депутат Жамбылского областного маслихата; одновременно (1996—1999) замещал директора Жамбылской областной телерадиокомпании.
С 1999 по 2003 годы — президент АО «Казахтелефильм». С 2003 года — директор АО РТРК «Казахстан»; одновременно (2003—2008) — директор ТОО «KazakhCinemaDistribution».

## Работы
- Является продюсером документальных фильмов «Күлпаш», «Стриж», «Рай для мамы», «Яссы-духовный центр Туркестана», «Юрта», «Идущий осилит»
- Составитель сборников «Қазақстанның нумизматикалық мұрасы», «Музыкалық Қазақстан», «Роза Рымбаева 30 жыл сахнада»

## Награды и признание
- нагрудный знак «Төтенше жағдайлар жүйесін дамытұға қосқан үлесі үшін» Министерства по чрезвычайным ситуациям Казахстана (2014)[1]